# Dan O’Herlihy
Dan O’Herlihy (ur. 1 maja 1919, zm. 17 lutego 2005) – irlandzki aktor filmowy.

## Życiorys
Dan O’Herlihy urodził się w Wexford – niedużym portowym mieście w południowo-wschodniej Irlandii. Gdy był dzieckiem, jego rodzina przeniosła się do Dublina. Dan kształcił się w katolickim Christian Brothers College w Dún Laoghaire, a następnie w stołecznym University College Dublin, gdzie w 1944 ukończył architekturę.
Jako aktor zadebiutował w 1947 w filmie Hungry Hill. Rok później pojawił się na rynku amerykańskim w Makbecie Orsona Wellesa. Główna rola w filmie Luisa Buñuela Przygody Robinsona Crusoe z 1954 przyniosła mu nominację do Oscara w kategorii najlepszy aktor.
Do bardziej znaczących lub głośnych filmów w jego dorobku należą: Czerwona linia z 1964 w reż. Sidneya Lumeta, 100 karabinów z 1969 w reż. Toma Griesa, epicki Waterloo z 1970 Siergieja Bondarczuka (gdzie wcielił się w postać marszałka Neya), Halloween 3 z 1982 w reż. Tommy’ego Lee Wallace’a, Ostatni gwiezdny wojownik Nicka Castle’a z 1984, Zmarli Johna Hustona z 1987 czy też pierwsze dwie części Robocopa.
Jeszcze bogatsza była jego kariera jako aktora telewizyjnego; debiutował w roku 1949 w serialu pt. Your Show Time. Do najbardziej znanych produkcji telewizyjnych z jego udziałem należą m.in.: Dr Kildare (1961–1965), Bonanza (1962), Długie, gorące lato (1966), Człowiek z UNCLE (1965–1968), Battlestar Galactica (1978), Miasteczko Twin Peaks (1990–1991), Prawnicy z Miasta Aniołów (1998). Użyczał swojego głosu w animowanych serialach TV: Piraci Mrocznych Wód z 1991 oraz Batman z 2002 (pan Freeze). Ostatnim jego filmem był właśnie obraz telewizyjny – Ludzie rozrywki z 1998 roku, w którym wcielił się w rolę Josepha P. Kennedy’ego.
Nie był mu obcy żaden gatunek filmowy – z powodzeniem odnajdywał się w westernach, kryminałach, horrorach, filmach przygodowych, komediach, filmach akcji, filmach s-f. W sumie zagrał w ponad 50 filmach i ponad 70 serialach TV.

## Życie osobiste
Od 1945 roku aż do śmierci był żonaty z Elsą Bennett. Mieli pięcioro dzieci: trzech synów i dwie córki.
Zmarł śmiercią naturalną w Kalifornii w wieku 85 lat.

## Filmografia
- 1998 – Ludzie rozrywki
- 1998 – Prawnicy z Miasta Aniołów
- 1992 – Batman
- 1991 – Piraci Mrocznych Wód
- 1990 – RoboCop 2
- 1990–1991 – Miasteczko Twin Peaks
- 1988 – A Waltz Through the Hills
- 1987 – Zmarli
- 1987 – RoboCop
- 1986 – Detektyw Remington Steele
- 1984 – Ostatni gwiezdny wojownik
- 1982 – Halloween 3: Sezon czarownic
- 1978 – Battlestar Galactica
- 1977 – Generał MacArthur
- 1975 – Hawaii Five-0
- 1974 – Ziarnko tamaryszku
- 1972 – Terapia Careya
- 1970 – Waterloo
- 1969 – 100 karabinów
- 1966 – Długie, gorące lato
- 1965–1968 – Człowiek z UNCLE
- 1964 – Czerwona linia
- 1963 – Spotkanie z Alfredem Hitchcockiem
- 1962 – Bonanza
- 1961–1965 – Doktor Kildare
- 1960 – Bojownicy nocy
- 1959 – Zwierciadło życia
- 1955 – Królowa dziewica
- 1954 – Przygody Robinsona Crusoe
- 1948 – Makbet
- 1948 – Porwany za młodu
- 1947 – Niepotrzebni mogą odejść
- 1947 – Hungry Hill